# 탄치치 둠

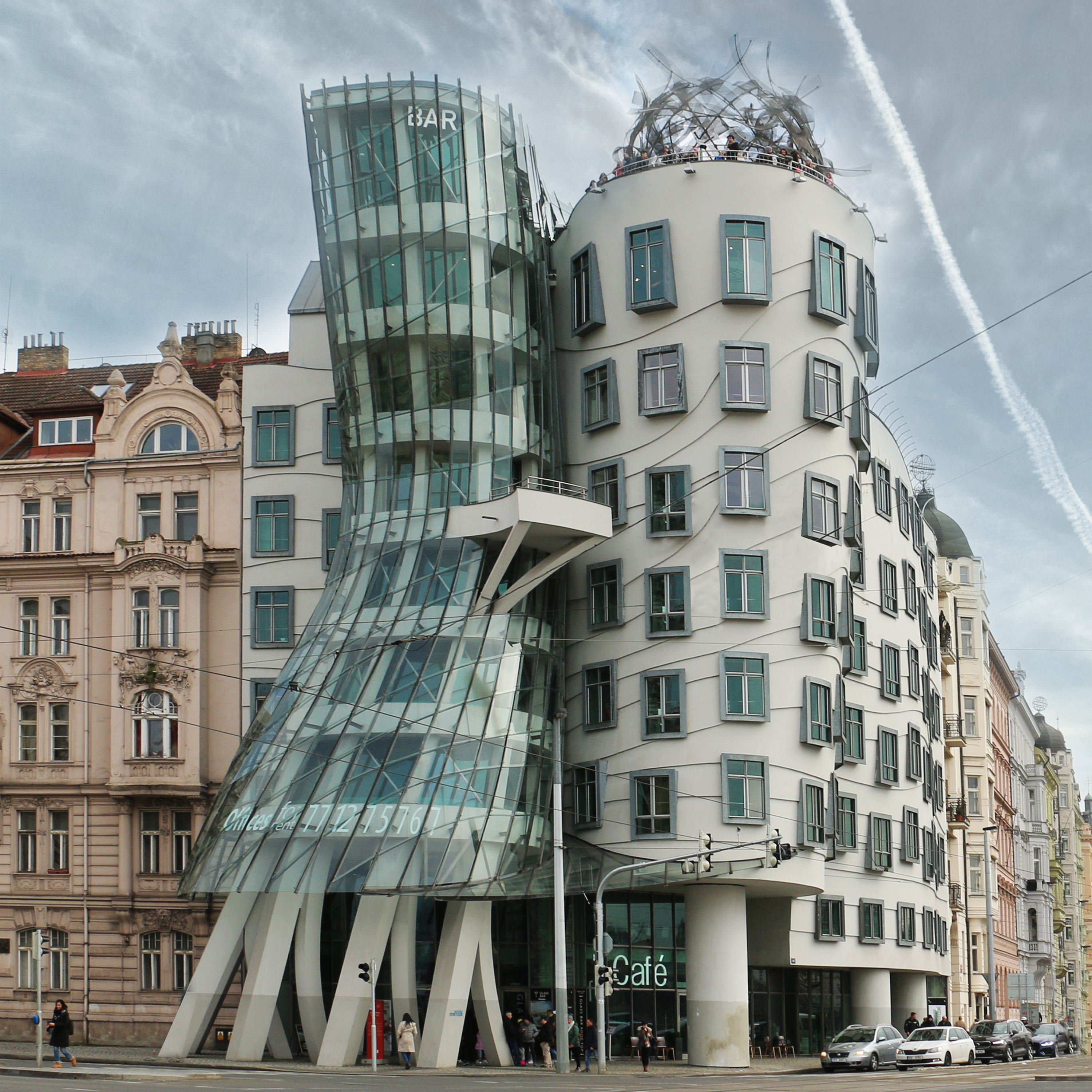
탄치치 둠

탄치치 둠(체코어: Tančící dům→춤추는 집), 영어식 명칭 댄싱 하우스(영어: Dancing House), 별칭 진저와 프레드(체코어: Ginger a Fred)는 체코 프라하에 있는 건물이다. 이 건물은 크로아티아계 체코인 건축가 블라도 밀루니치가 캐나다계 미국인 건축가 프랭크 게리와 협력하여 비어 있는 강변 부지에 설계했다. 1992년에 설계되었다. BESIX가 공사를 진행하여 4년 후인 1996년에 완공되었다.
프랭크 게리는 원래 이 건물을 댄서인 진저 로저스와 프레드 아스테어의 이름을 따서 진저와 프레드(체코어: Ginger a Fred, 영어: Ginger and Fred)라고 지었다. 집이 두 댄서의 모습을 닮았기 때문이다. 하지만 진저와 프레드라는 별칭은 지금은 주로 탄치치 호텔의 7층에 있는 레스토랑을 의미한다.